# Benátky (Úžice)
Benátky (německy Benatek) jsou malá vesnice, část obce Úžice v okrese Kutná Hora. Nachází se 4,5 kilometru severozápadně od Úžice. Benátky leží v katastrálním území Radvanice nad Sázavou o výměře 4,63 km².

## Historie
První písemná zmínka o vesnici pochází z roku 1606.
V letech 1850–1890 byla vesnice součástí města Sázava, v letech 1900–1950 součástí obce Radvanice a od roku 1961 se stala součástí obce Úžice.

## Další fotografie

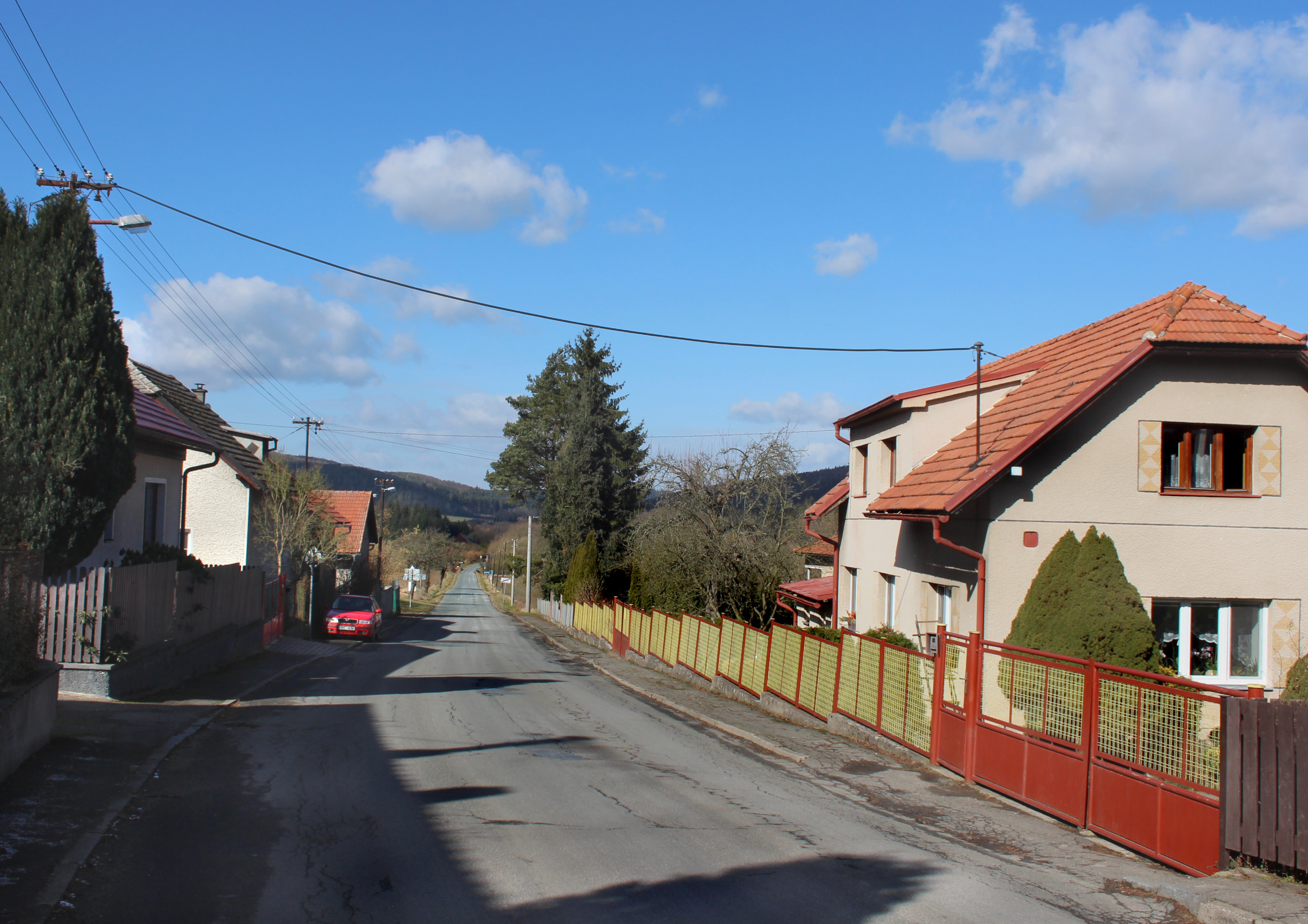
Silnice k Praze
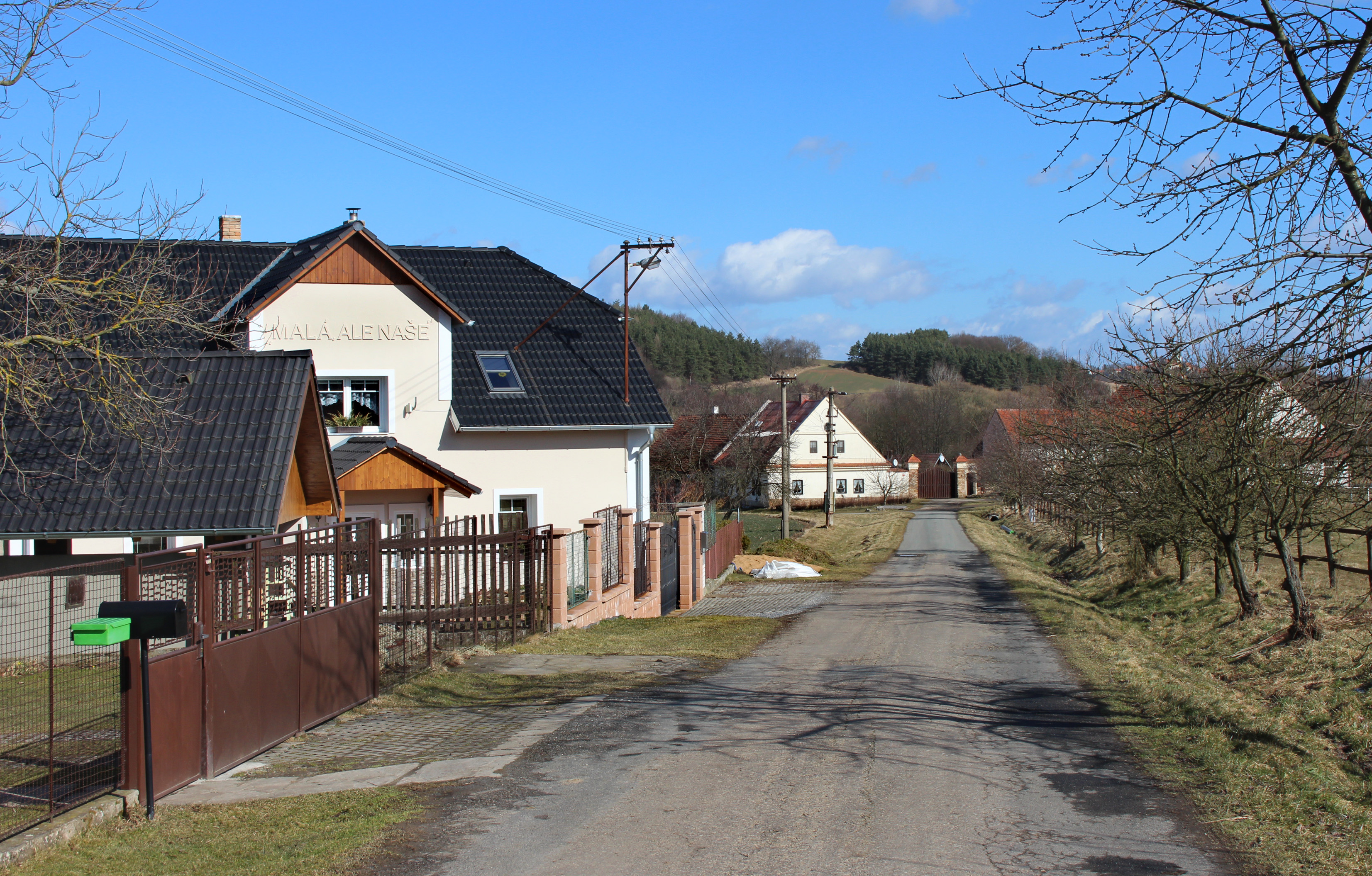
Postranní ulice
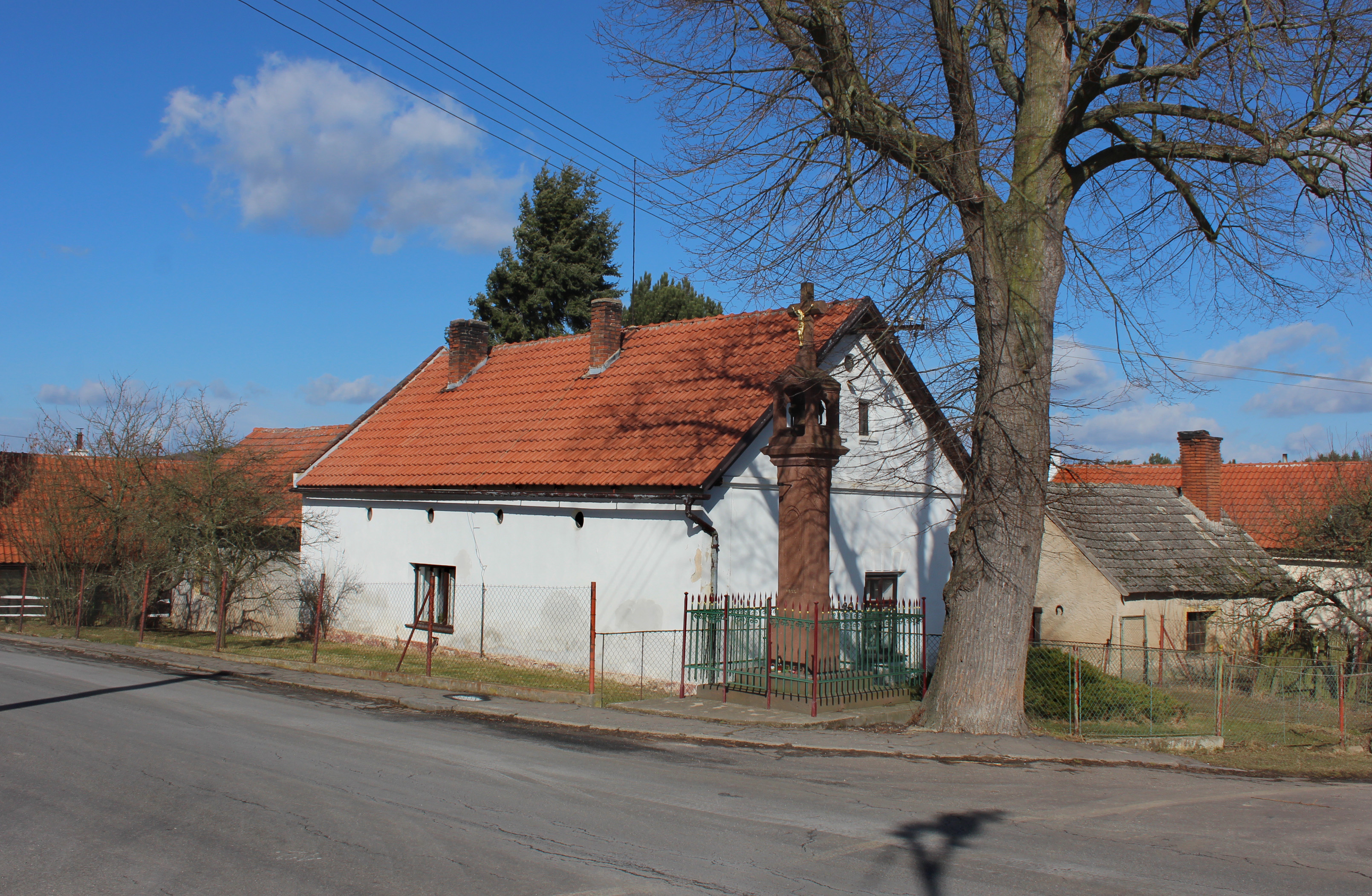
Křížek u křižovatky